# Salardú
Salardú es la capital del municipio del Alto Arán situado en Valle de Arán en la provincia de Lérida, comunidad autónoma de Cataluña, España.
Está situado en el margen derecho del río Garona en la confluencia con el río Unhòla, está atravesado por la carretera autonómica (C-28) que comunica Viella y Medio Arán con Esterri de Aneu a través del puerto de la Bonaigua. La población de Salardú se encuentra a 4 kilómetros de la estación de esquí de Baqueira Beret.

## Geografía humana

### Demografía
| Gráfica de evolución demográfica de Salardú entre 1842 y 1960 |
| |
| Población de derecho según los censos de población del INE Población de hecho según los censos de población del INEEntre el censo de 1857 y el anterior, crece el término del municipio porque incorpora a 255374 (Uña) Entre el censo de 1970 y el anterior, este municipio desaparece porque se integra en el municipio 25025 (Alto Arán) |

La población consta de 679 habitantes censados (2021). Es la mayor población del Municipio del Alto Arán.

## Monumentos y lugares de interés
- Iglesia románica de San Andrés de Salardú, del siglo XIII.[5]

## Cultura

### Fiestas locales
- 3 de mayo - Fiesta mayor de Santa Cruz
- 7 de octubre - Feria de Salardú
- 30 de noviembre - Fiesta de Sant Andreu